# Joachim-Ernst Berendt
Joachim-Ernst Berendt (Berlin-Weißensee, 20 juli 1922 – Hamburg, 4 februari 2000) was een Duits muziekproducent en -journalist op het gebied van de jazz. Al meer dan 40 jaar was hij redacteur bij de toenmalige Südwestfunk in Baden-Baden en daarmee de langstzittende jazzeditor ter wereld. Met het (tijdelijk) wekelijkse televisieprogramma met jazzconcerten en een radioprogramma over jazz, dat destijds nog dagelijks werd uitgezonden, deed hij groot baanbrekend werk in het promoten en verspreiden van jazz in het naoorlogse Duitsland.

## Biografie
Joachim-Ernst Berendt was de zoon van de dominee Ernst Berendt (1878-1942), directeur van de Diakonische Werke in Berlin-Weißensee (vandaag de Stephanus Foundation). Zijn vader behoorde tot de belijdende kerk. Hij werd acht keer gearresteerd tijdens het nazi-tijdperk en stierf in het concentratiekamp Dachau in 1942. Zijn grootvader Ernst Gottlieb Georg Berendt (1842-1919), oprichter van de Diakonische Werke, kon zijn bekering van het jodendom naar het protestantisme met succes verzwijgen en verbergen voor het publiek. Tijdens de Tweede Wereldoorlog moest Berendt zijn natuurkundestudies aan de Karlsruhe University of Technology in 1942 opgeven omdat hij in de Wehrmacht was opgenomen. Al tijdens het Derde Rijk was hij geïnteresseerd in de jazz die toen ondergronds werd geduwd. In de maanden na het einde van de oorlog op 8 mei 1945 was hij een van de medeoprichters van de Südwestfunk (SWF). Als eerste medewerker van de SWF werkte hij sinds 1 augustus 1945. Van 1947 tot zijn pensionering in 1987 stond Berendt aan het hoofd van de SWF-jazzredactie. Zijn mentor was de musicoloog Heinrich Strobel, van wie hij leerde werken in de media van radio, televisie, platen en de pers. Vanaf 1947 organiseerde Berendt de concertreeks Jazztime Baden-Baden, die hij van 1954 tot 1972 gebruikte als basis voor zijn televisieserie Jazz - gehort und gesehen. Het omvatte ook andere SWF-jazzproducties, zoals de NOW jazzsessie - sinds 1954 op de Donaueschingen-muziekdagen. Hij werkte ook als persvoorlichter voor de Duitse Jazzfederatie. In 1953 publiceerde Fischer Verlag Das Jazzbuch, een standaardwerk vertaald in vele talen. Tijdens de jaren 1950 combineerde Berendt, samen met de voordrager Gert Westphal, jazz en poëzie. Al tijdens de jaren 1960 hield Berendt zich bezig met wereldmuziek, een mix van populaire westerse muziek en traditionele niet-westerse muziekvormen. Als een vroege supporter van het genre, met de steun van het Goethe-Institut, bracht hij Duitse jazzmusici samen met lokale muzikanten tijdens Aziatische tournees. In 1983 organiseerde hij het Jazz and World Music Festival in New York. Berendt was de initiatiefnemer en deels ook artistiek leider van vele jazzfestivals: American Folk and Blues Festival, Berliner Jazztage, Free Jazz Meeting Baden-Baden, World Expo in Osaka, Olympia 1972 in München. Hij was gelijktijdig ook producent van talloze platen, vooral voor het label Musik Produktion Schwarzwald (MPS).
Op 28 november 1981 zond de Südwestfunk de tweedelige luistervoorstelling (radio-essay) Nada Brahma van Berendt uit. De wereld is klank. Als een van de weinige radioprogramma's in het culturele programma, bereikte deze uitzending een groot publiek en veroorzaakte meer dan duizend reacties. In 1983, na de radio-uitzending, die ook in Nederland door de KRO werd uitgezonden, publiceerde Berendt de boeken Nada Brahma, die Welt ist Klang (Nada Brahma, de wereld is klank) en Das dritte Ohr. Vom Hören der Welt (Ons derde oor. Luisteren naar de wereld). Hier houdt hij zich over het algemeen bezig met luisteren, m.b.t. medische, historische, fysieke, culturele, meditatieve, filosofische en wetenschappelijke aspecten (zie Nadabrahma-meditatie).

## Nada Brahma - die Welt ist Klang
Met Nada Brahma - die Welt ist Klang, schreef Berendt over de wereld van het hoorbare en van magnetische, elektrostatische en andere fysieke trillingen. Zijn werk wordt vaak toegewezen aan het gebied van de New Age, zelfs als de voormalige natuurkundestudent Berendt een groot aantal bekende wetenschappers citeert voor zijn scripties. Peter Sloterdijk, evenals Bhagwan/Osho-aanhangers zoals Berendt, waardeerden de filosofische diepgang van het werk en bespraken zowel de metafysische thesis (universum als een muziekinstrument) als ook diens epistemologische thesis (individueel als een manifestatie van het universum) in detail: zelfs als Berendt in de voetsporen zou zijn getreden van Pythagoras, zou hij als een 'Ptolemeïsche' hebben geprobeerd om de anti-individuele implicaties ervan te vermijden en de hiaten op te vullen tussen het individu en de wereld, uitgediept door andere filosofieën en ideologieën. Berendt keerde zich af van de jazz om muziek in bredere zin te verkennen. In zijn latere jaren zag hij muziek meer als een uitdrukking van het menselijk bestaan als zodanig, elk in de context van de sociale en religieuze samenhang. Zijn toewijding naar het filosofische en spirituele met zijn meditaties, onder andere in het Japanse zenboeddhisme en de Indiase mysticus Osho, werd door sommige van zijn lezers betreurd, maar door anderen zeer verwelkomd. Evenzo controversieel was Berendts late neiging om jazz te overstijgen. Hij keerde zich niet tegen de jazz als zodanig, maar wilde verdere ontwikkeling in andere richtingen.

## Onderscheidingen
- 1961: Bundesfilmpreis
- 1962: Kritikerpreis des Deutschen Fernsehens
- 1970: Polnischer Kulturpreis
- 1979: Ehrenprofessorwürde
- 1984: Bundesverdienstkreuz 1. Klasse

## Privéleven en overlijden
Joachim-Ernst Berendt overleed in februari 2000 op 77-jarige leeftijd aan de gevolgen van een verkeersongeval dat hij als voetganger had veroorzaakt. Onderweg naar een introductie op zijn boek Es gibt keinen Weg. Nur gehen stak hij een straat over ondanks het rode verkeerslicht. Het erfgoed van Berendt bevindt zich in het archief van het Darmstadt Jazz Institute. Berendt was in het vierde huwelijk getrouwd met Jadranka Marijan-Berendt. De Amerikaanse muzikant Ry Cooder noemde zijn zoon Joachim Cooder naar Joachim-Ernst Berendt.

## Joachim-Ernst-Berendt-Ehrenpreis der Stadt Baden-Baden
Sinds 2012 kent de stad Baden-Baden in het kader van het Mr. M's Jazz Festival de Joachim-Ernst-Berendt-Ehrenpreis toe van de stad Baden-Baden. Ontvangers waren:
- 2012: Klaus Doldinger
- 2013: Paul Kuhn
- 2014: Till Brönner
- 2015: Patti Austin
- 2016: Nils Landgren
- 2017: Wolfgang Haffner
- 2018: Helge Schneider

## Werken
- Der Jazz: Eine zeitkritische Studie. Stuttgart 1950
- Das Jazzbuch. Fischer, Frankfurt am Main 7. editie 2005; herbewerkt en uitgebreid door Günther Huesmann
  - In totaal waren er de volgende edities/herbewerkingen: 1e editie 1953 (Das Jazzbuch), Fischer TB, 2e editie 1959 (Das neue Jazzbuch), Fischer TB, 3e editie 1968 (Das Jazzbuch- von New Orleans bis Free Jazz), 4e editie 1973 (Das Jazzbuch- von Rag bis Rock), 5e editie, Krüger 1981, Fischer TB 1982 (Das grosse Jazzbuch: von New Orleans bis Jazz Rock), 6e editie 1989 (Das Jazzbuch: von New Orleans bis in die achtziger Jahre), 7e editie, S. Fischer 2005 (Das Jazzbuch: von New Orleans bis ins 21. Jahrhundert, fortgeführt von Günther Huesmann)
- Jazz – optisch. München 1954
- Variationen in Jazz. München 1956
- Die Story des Jazz. Vom New Orleans zum Rock Jazz. Deutsche Verlagsanstalt, Stuttgart 1975, o. ISBN (geproduceerd door Joachim-Ernst Berendt. Met bijdragen over de ontwikkeling van de jazz in New Orleans en in Chicago, over Louis Armstrong en Duke Ellington, over blues, swing, bop, cooljazz, hardbop, freejazz en jazzrock en een epiloog onder de titel Marginalien zu einer Philosophie des Jazz; als bijlage een discografie en een opnamebroncatalogus) met biujdragen van Werner Burkhardt
- Photo-Story des Jazz. Wolfgang Krüger Verlag, Frankfurt am Main 1978, ISBN 3-8105-0209-X
- Ein Fenster aus Jazz – Essays, Portraits, Reflexionen. Fischer TB, Frankfurt am Main 1978, ISBN 3596230020
- Das dritte Ohr. Vom Hören der Welt. Traumzeit, Battweiler 2007, ISBN 9783933825674. (aanvankelijk Reinbek 1988)
- Ich höre, also bin ich. Traumzeit, Battweiler 2007, ISBN 9783933825636. (aanvankelijk Freiburg 1989)
- Nada Brahma – die Welt ist Klang. Insel, Frankfurt am Main 1983; rororo, Reinbek bei Hamburg 1989, ISBN 3499179490; suhrkamp taschenbuch, Frankfurt am Main 2007, ISBN 978-3-518-45895-2
  - Die Welt ist Klang – Nada Brahma. luisterwerk met bijschrift op 4 cd's. Network Medien Cooperative 1988 met distributie door Zweitausendeins
  - Die Welt ist Klang / Vom Hören der Welt / Muscheln in meinem Ohr.
- Vom Hören der Welt – Das Ohr ist der Weg. Luisterwerk met bijschrift op 4 mc's. Network Medien Cooperative 1988 met distributie door Zweitausendeins, ISBN 3762685797 (ook op cd)
- Hinübergehen – Das Wunder des Spätwerks. Boek (gebonden editie) en drie audio-cd's, Network bij Zweitausendeins, 1993
- Das Leben, ein Klang. Wege zwischen Jazz und Nada Brahma. Autobiografie. Droemer Knaur, München 1996, ISBN 3-426-26933-3, (ookTraumzeit-Verlag 2007)
- Seelenlandschaften, 1999 (met Krzysztof Zgraja – Querflöte, Vladislav Sendecki – piano, Philip Catherine – gitaar, Horst Boesing – opname en mix), Hermann Bauer, Freiburg (opnieuw uitgebracht bij Jaro, Bremen)
- Es gibt keinen Weg – nur gehen. Traumzeit, Battweiler 2007, ISBN 9783933825704. (aanvankelijk Frankfurt am Main, 1999)
- Kraft aus der Stille. Vom Wachsen des Bewußtseins. Droemer Knaur, München 2003, ISBN 3426776405. (gebonden editie 2000)
- JazzLife. A Journey Across America. Met foto's van William Claxton. Taschen, Köln 2005, ISBN 3-8228-4970-7, benevens 1 cd met originele concertopnamen.